# Ga Geumchon
Ga Geumchon là ga đường sắt trên Tuyến Gyeongui.

## Bố trí ga
| ↑ Wollong       |
| ４３ \| ２１ \| |
| Geumneung ↓     |

| 1·2 | ● Tuyến Gyeongui–Jungang | Địa phương·Tốc hành | → Hướng đi Ilsan · Seoul · Yongsan · Deokso · Jipyeong → |
| 3·4 | ● Tuyến Gyeongui–Jungang | Địa phương·Tốc hành | ← Hướng đi Wollong · Paju · Munsan                       |